# Maria Fischer
Pour les articles homonymes, voir Fischer.
Ne doit pas être confondu avec Maria Fisker.
Maria Fischer (ou Marie Fischer), née le 30 juillet 1897 à Sankt Pölten (Autriche-Hongrie) et morte le 6 février 1962 à Vienne (Autriche) est une ouvrière textile autrichienne et une résistante trotskyste à l'austrofascisme et au nazisme.

## Biographie

### Jeunesse
Maria Fischer est la troisième fille du bourrelier Johann Fischer (20 septembre 1867 à Untersiegendorf - 24 février 1905, Sankt Pölten) et d'Antonia Fischer (ou Antonie Fischer ) , née Kronigel (10 mai 1864, Kleinreichenbach, - 21 mars 1928, Vienne,).
Après avoir terminé la Volkschule (école primaire), Maria Fischer apprend le métier de  renvideuse de soie et est ouvrière dans diverses entreprises ainsi qu'à domicile,.
Elle déménage de Sankt Pölten à Vienne, où elle, sa mère et sa sœur Antonie vivent dans un appartement dans le quartier de Penzing à partir de 1916.
En 1916, elle devient membre du Parti social-démocrate d'Autriche et rejoint un syndicat. Le 23 septembre 1918, elle donne naissance à son fils unique Karl Fischer, qu'elle surnomme Kegel, un terme médiéval pour enfant illégitime. Ce nom est ensuite utilisé par Karl Fischer comme alias dans la clandestinité,.

### Résistance, persécution, emprisonnement et libération (1935-1945)

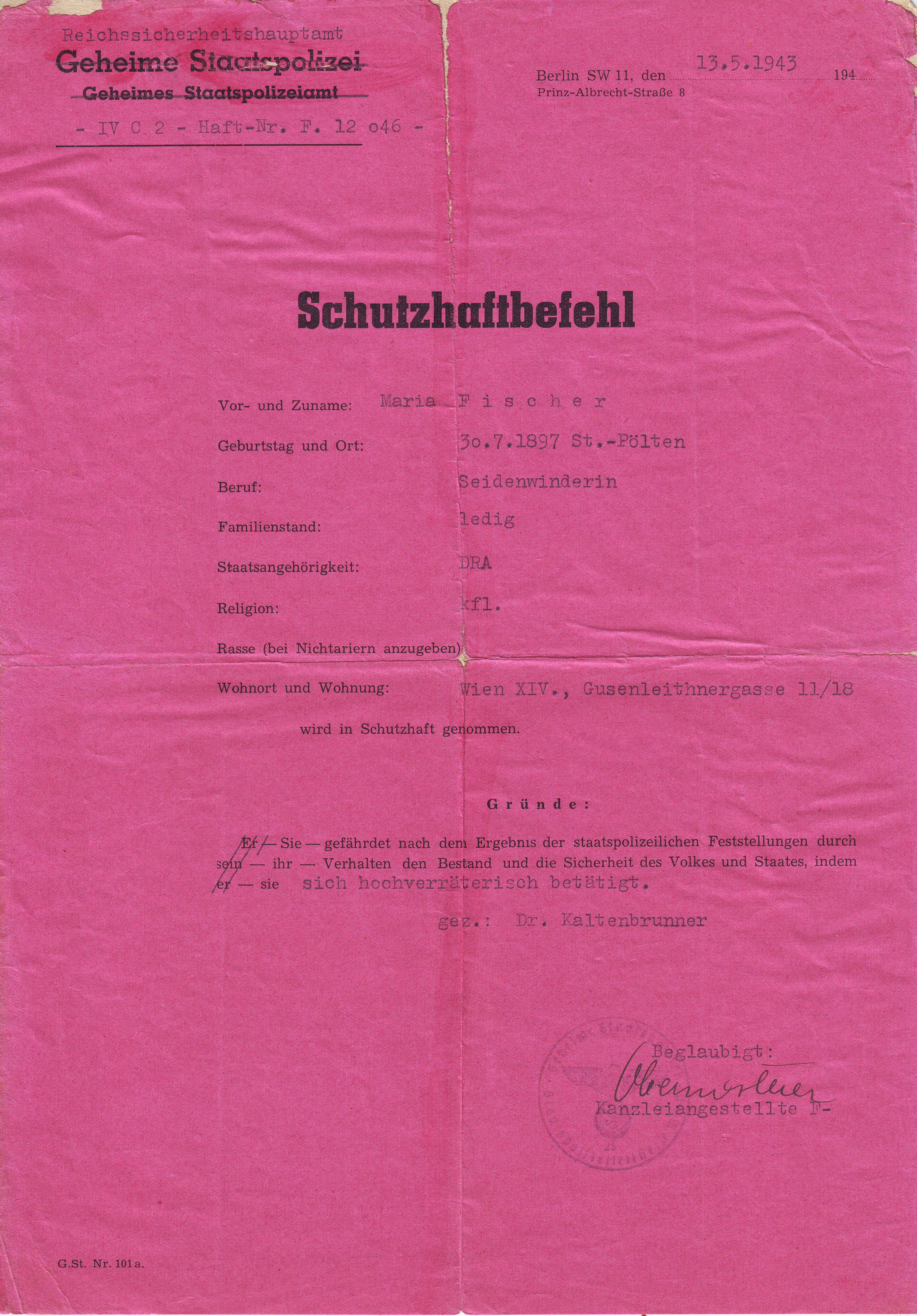
Ordonnance de Schutzhaft (détention de sûreté) pour « activité de trahison du RHSA contre Maria Fischer, 13 mai 1943, signé du Dr Ernst Kaltenbrunner "

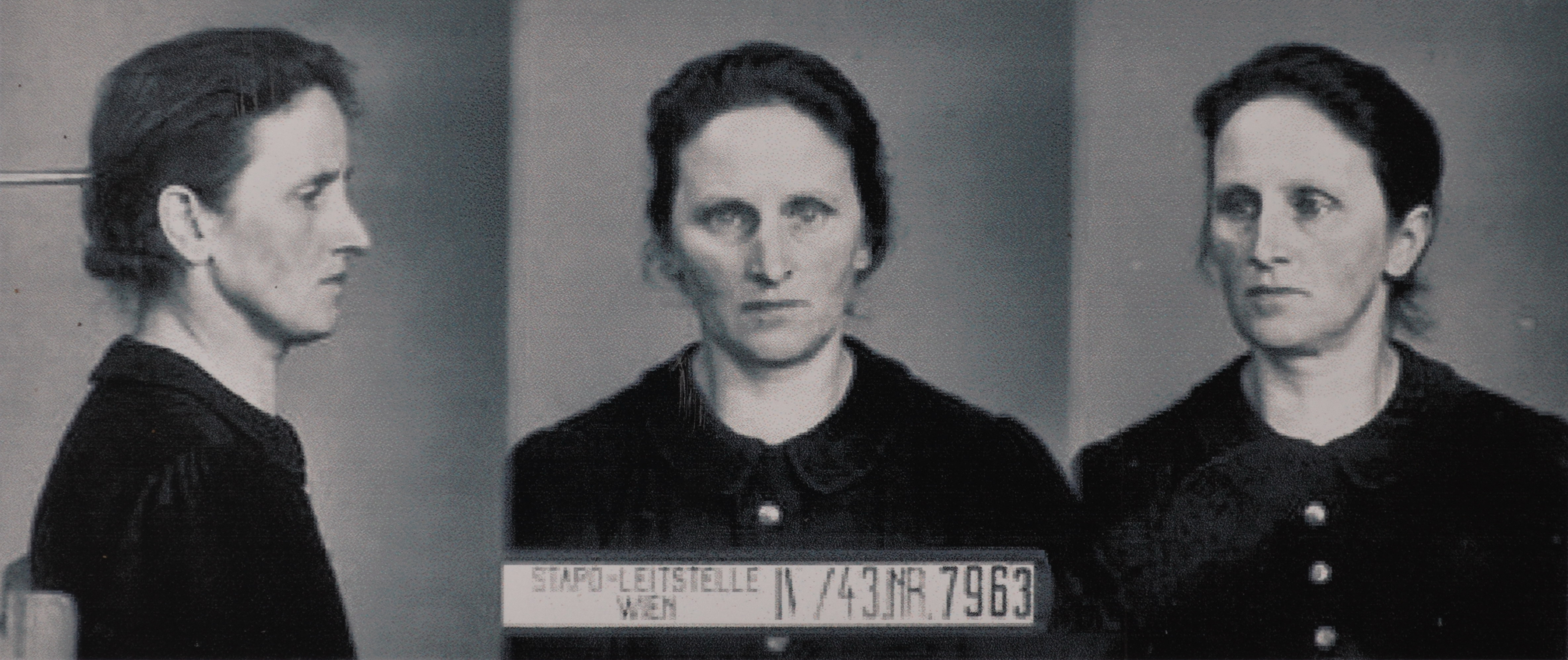
Maria Fischer, photo de la Gestapo, centre de contrôle de la StaPo Vienne, IV / 43. No 7963

Maria Fischer entre en contact avec les Revolutionären Kommunisten Österreichs (RKÖ, Communistes révolutionnaires d'Autriche) par l'intermédiaire de son fils vers 1935 puis en devient membre et met son appartement à Vienne à leur disposition comme secrétariat pour leurs activités clandestines.
Son fils Karl est arrêté début novembre 1936 pour ses activités trotskystes. Il est jugé en août 1937 par le tribunal régional des affaires pénales de Vienne et le 23 septembre 1937 par la Cour suprême à Vienne pour haute trahison et condamné à cinq ans de prison. Il est libéré à la suite de l'amnistie de février 1938. Il émigre ensuite via la Suisse en Belgique et en France d'où il rejoint la résistance,. Arrêté en France en 1943, il est confié à la Gestapo en 1944 puis déporté au camp de concentration de Buchenwald.
Après l'annexion de l'Autriche à l'Allemagne, Maria Fischer rejoint un groupe de résistant trotskiste dénommé Gegen den Strom (À contre-courant), pour lequel elle met de nouveau son appartement à disposition. Cet entourage l'appelle affectueusement « tante Mitzi ». Elle prend le nom de code Netz pour son travail clandestin,.
En parallèle, elle travaille pour la société viennoise Hans Amfaldern. Le 27 janvier 1941, l'administration du travail du Reich pour la zone économique Vienne-Niederdonau la condamne à une amende de 8 Reichsmarks pour refuser de travailler un dimanche.
Elle quitte l'Église catholique le 27 janvier 1942.
En avril 1943, le groupe de résistants Gegen den Strom est identifié par la Gestapo. Lors d'une perquisition au domicile de Maria Fischer, la Gestapo trouve une machine à écrire, du papier et d'autres ustensiles pour la production de dépliants qu'elle avait cachés. Elle est arrêtée par la Gestapo le 14 avril 1943. Le 13 mai 1943, le RHSA l'emprisonne par Schutzhaft (détention de sûreté) pour « activité de trahison ». Elle est accusée d'avoir soutenu l'organisation Gegen den Strom et d'avoir imprimé leur journal dans son appartement. Dans ces journaux, des positions internationalistes et défaitistes du groupe sont avancées.
Le 10 décembre 1943, elle est jugée pour haute trahison par le Volksgerichtshof (tribunal du peuple) de Vienne qui la condamne à cinq ans de prison,,.
Comme le montrent les documents restants de Maria Fischer, son emprisonnement se tient dans diverses prisons de Vienne.
Puis elle est déportée via Brno et Breslau vers la prison pour femmes de Jawor où elle arrive le 10 avril 1944, et reste jusqu'à fin janvier 1945. À la suite de l'invasion soviétique de la ville de Jawor, elle est deplacée vers la prison pour femmes de Leipzig-Kleinmeusdorf en février 1945,. Le 18 avril 1945, elle est libérée par l'armée américaine,,.

### Après 1945

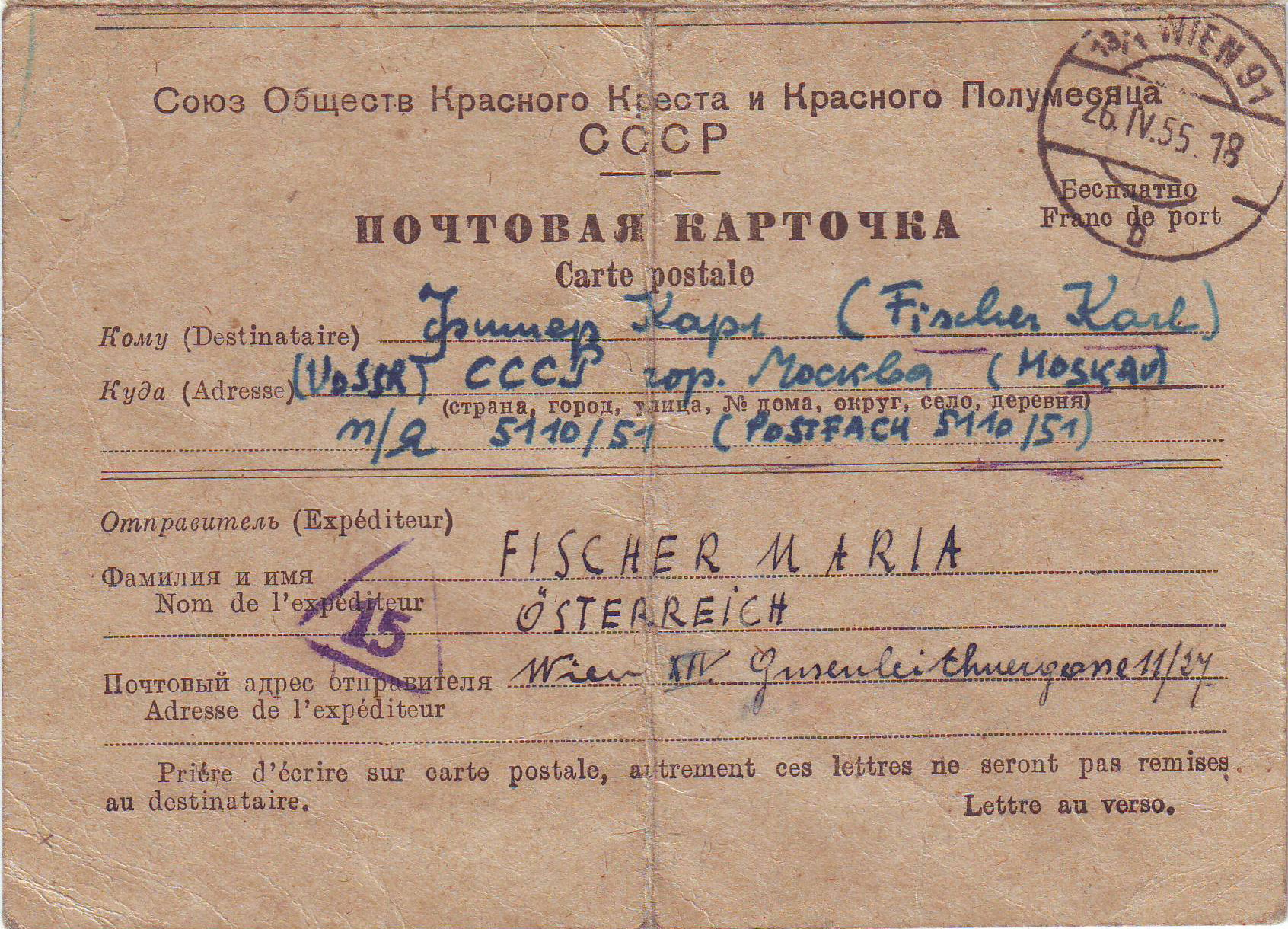
Première lettre de Maria Fischer à son fils Karl en URSS, 26. avril 1955

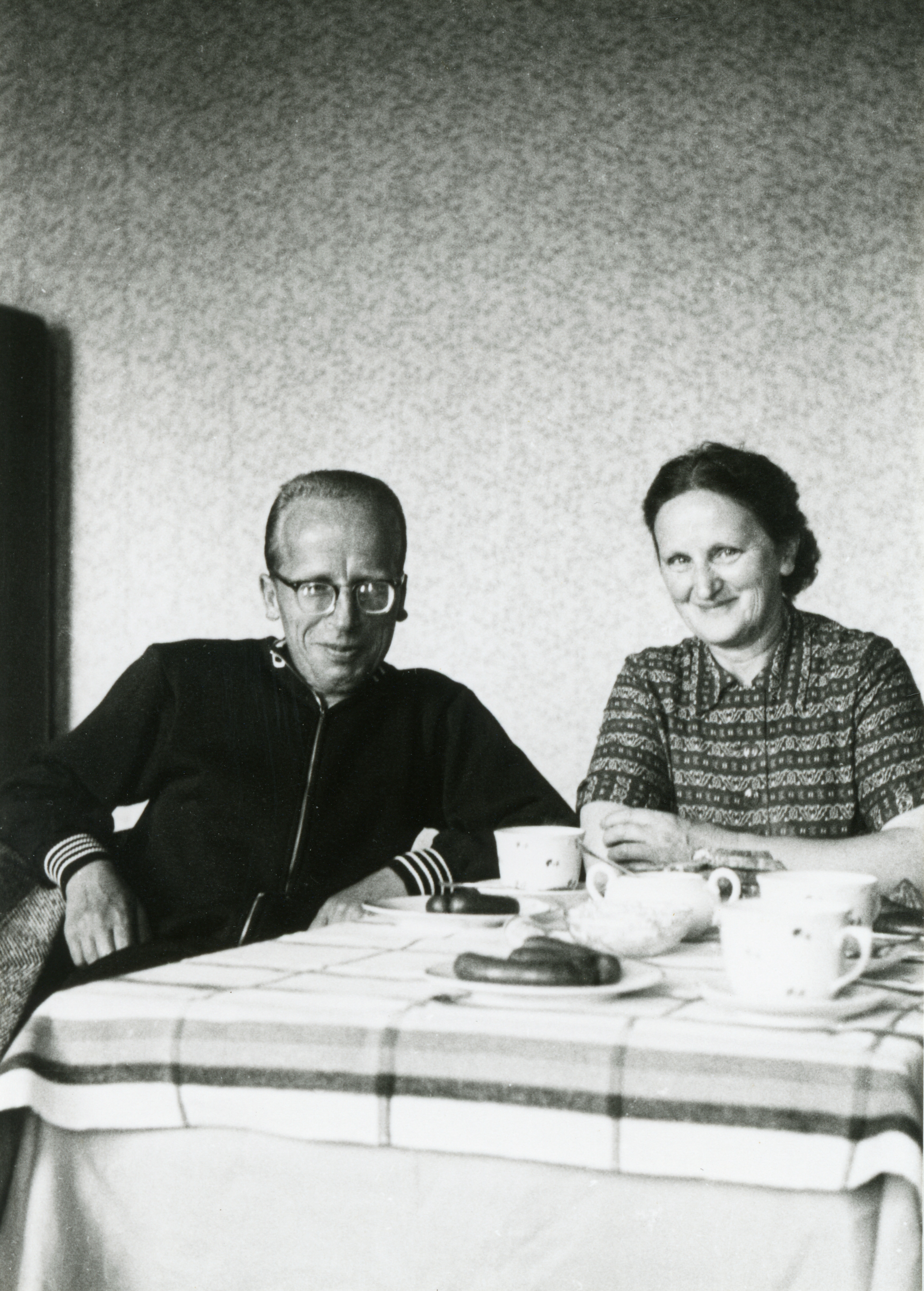
Maria Fischer avec son fils Karl en juin 1955

Après sa sortie de la prison pour femmes de Leipzig-Kleinmeusdorf, elle marche vers Linz où elle est découverte par hasard en tenue de détenue par son fils Karl, précédemment libéré du camp de concentration de Buchenwald. Son fils la recueille dans son appartement de Linz.
Le 22 janvier 1947, Karl Fischer est kidnappé sur un pont de Linz, alors sur la ligne de démarcation soviéto-américaine, par les services secrets soviétiques NKVD , et condamné à quinze ans de goulag pour espionnage présumé,,.
Après l'enlèvement de son fils, elle revient dans son ancien appartement à Vienne et ne travaille que pendant une courte période jusqu'à ce qu'elle reçoive (selon ses propres termes) une « retraite adéquate ».
Maria Fischer n'apprend le sort de son fils que très tardivement et n'a pu le contacter par écrit qu'au printemps 1955 malgré de multiples demandes d'autorisation d'échanger des lettres.
Le 20 juin 1955, elle retrouve à Wiener Neustadt son fils rapatrié d'Union soviétique dans le cadre de la conclusion du traité d'État autrichien,.
Maria Fischer meurt le 6 février 1962 après un accident vasculaire cérébral à Vienne. Comme son fils Karl un an plus tard, elle est enterrée au cimetière du sud-ouest de Vienne le 15 février 1962 puis tous deux transférés à Ilz le 25 mars 1991 dans le cimetière local,.

## Hommage
- Médaille de la libération de l'Autriche remise à titre posthume à Graz le 29 juin 2021[43].

## Galerie de documents

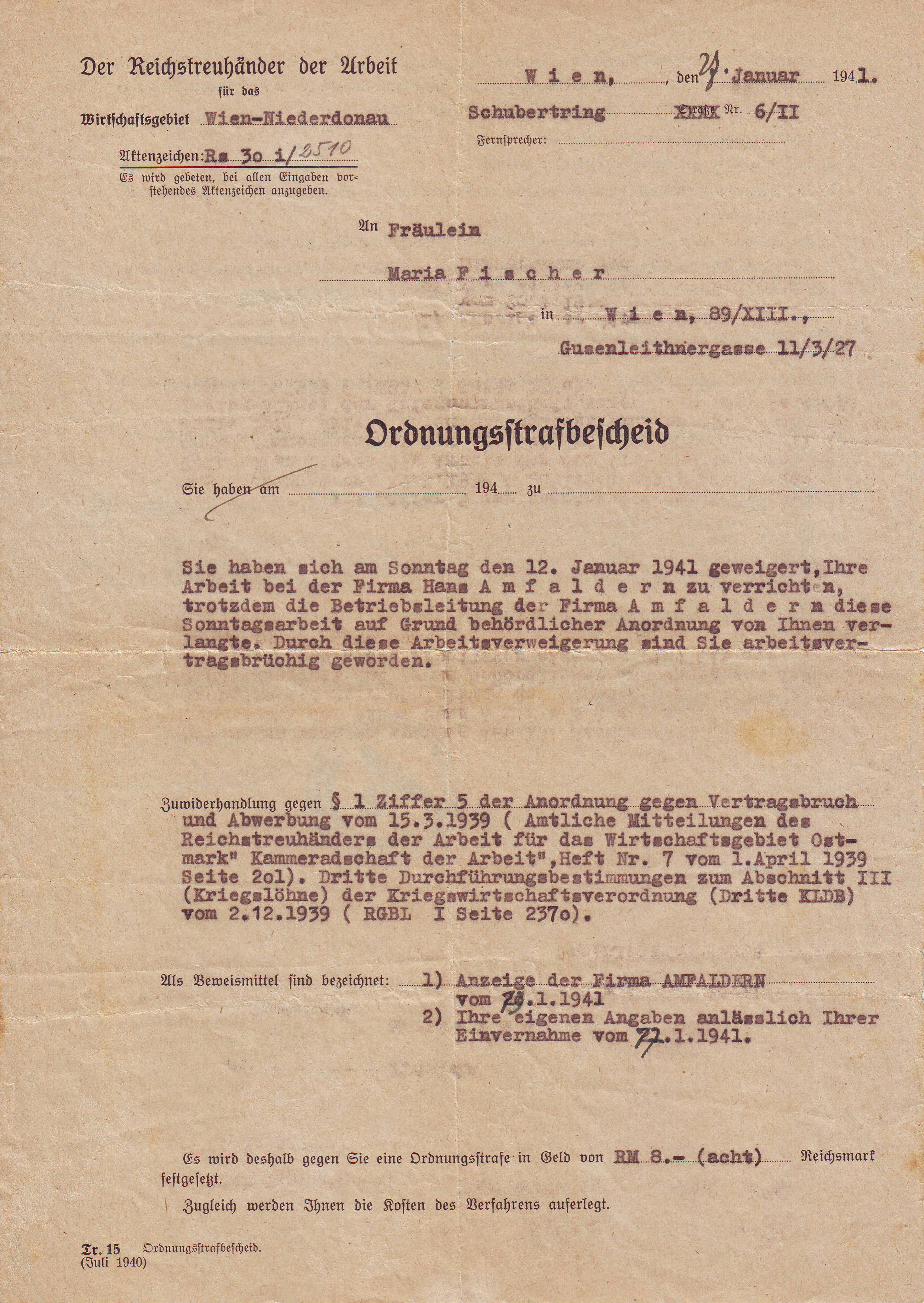
Amende de l'administration du travail du Reich pour la zone économique Vienne-Niederdonau contre Maria Fischer, 27 janvier 1941, page 1
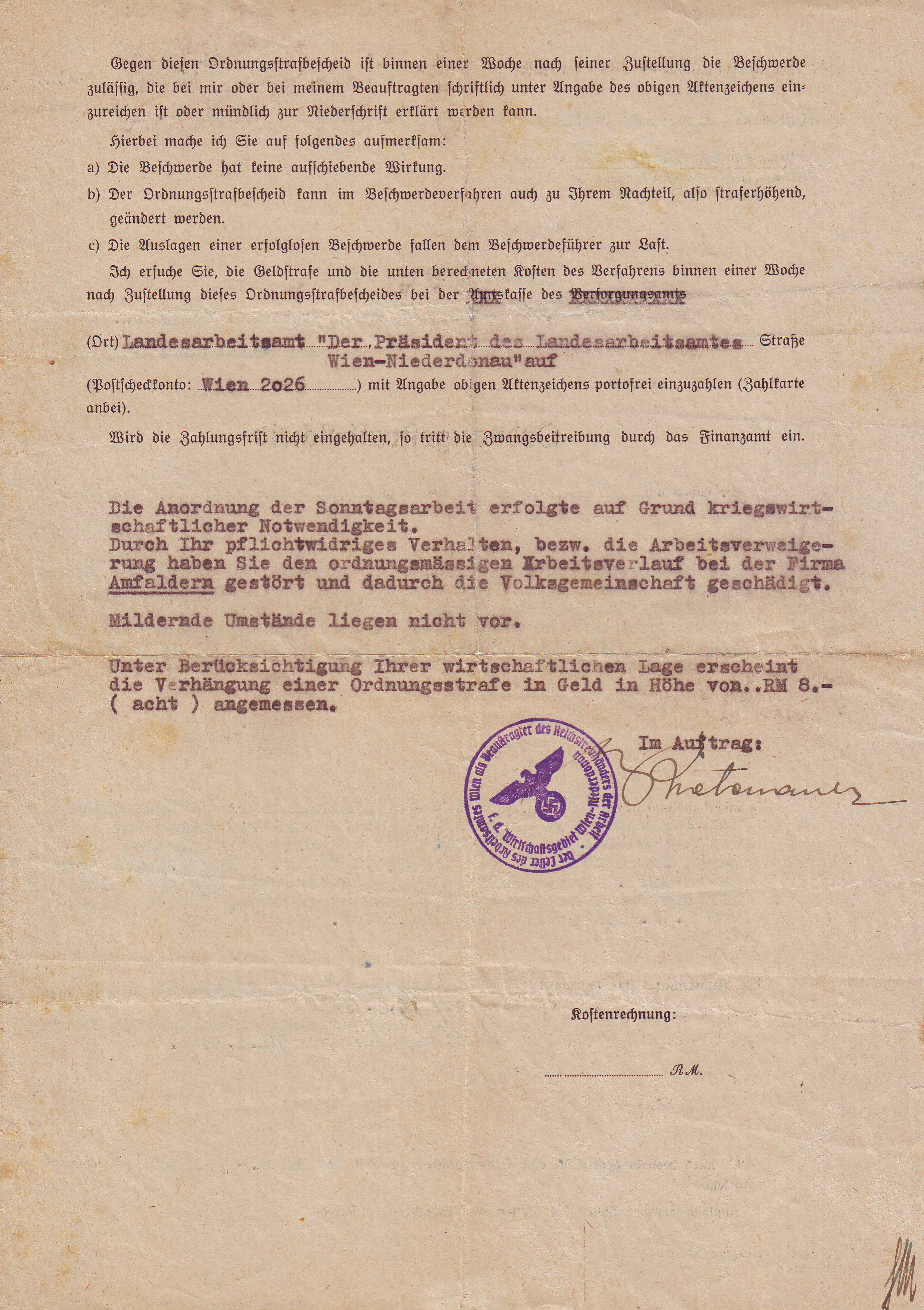
Amende de l'administration du travail du Reich pour la zone économique Vienne-Niederdonau contre Maria Fischer, 27 janvier 1941, page 2
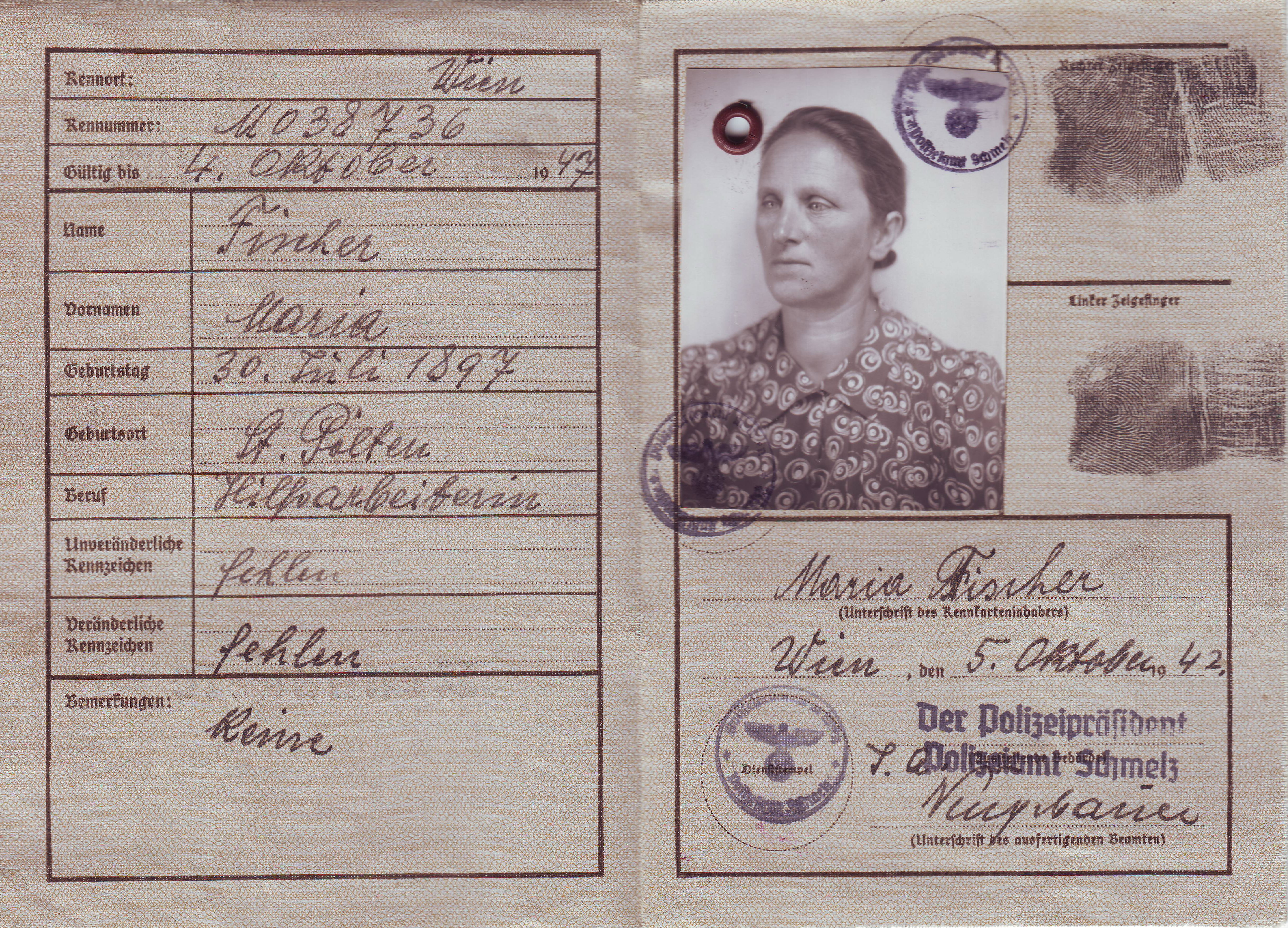
Carte d'identité du Reich allemand de Maria Fischer, 5 octobre 1942
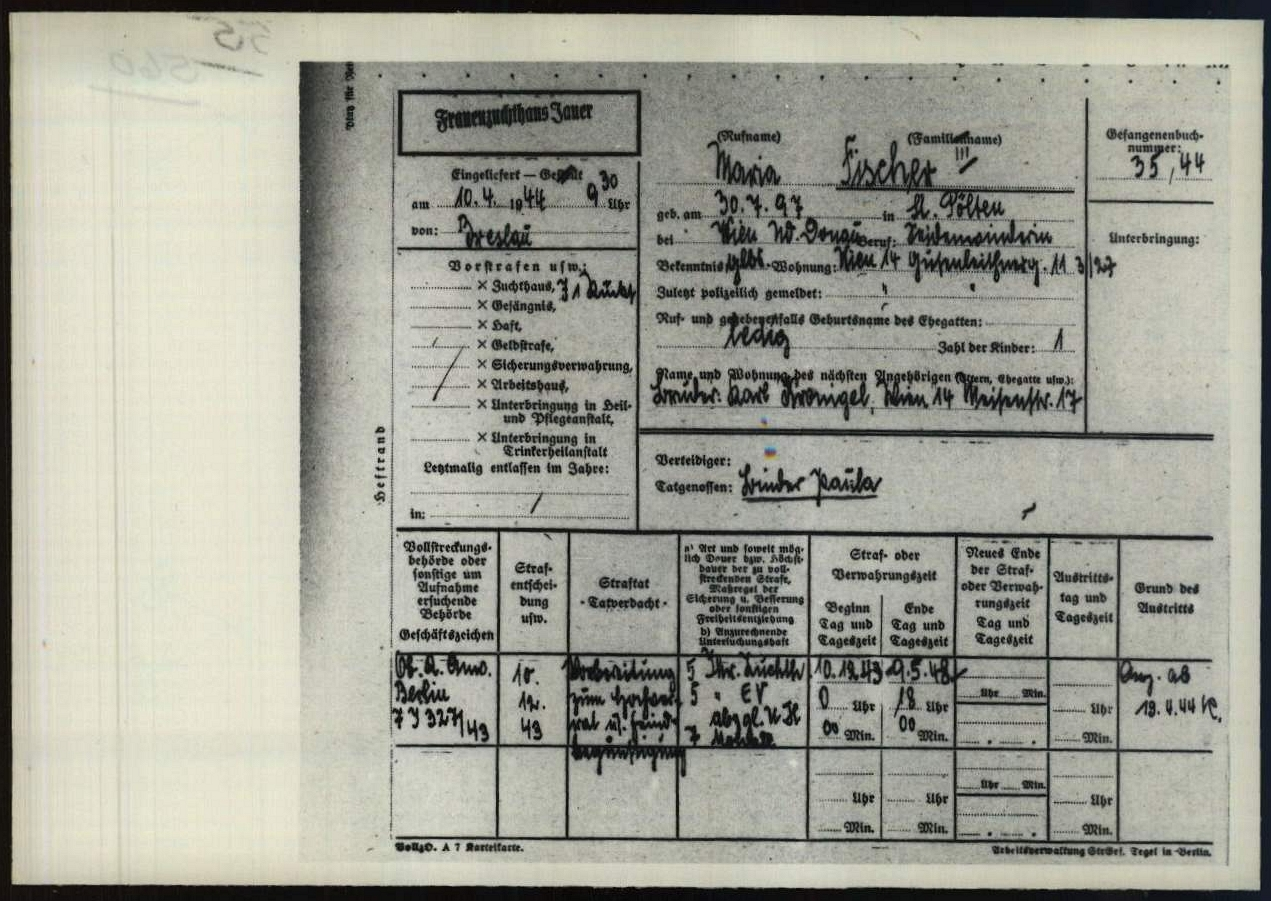
Carte d'enregistrement de Maria Fischer en tant que détenue à la prison pour femmes de Jauer
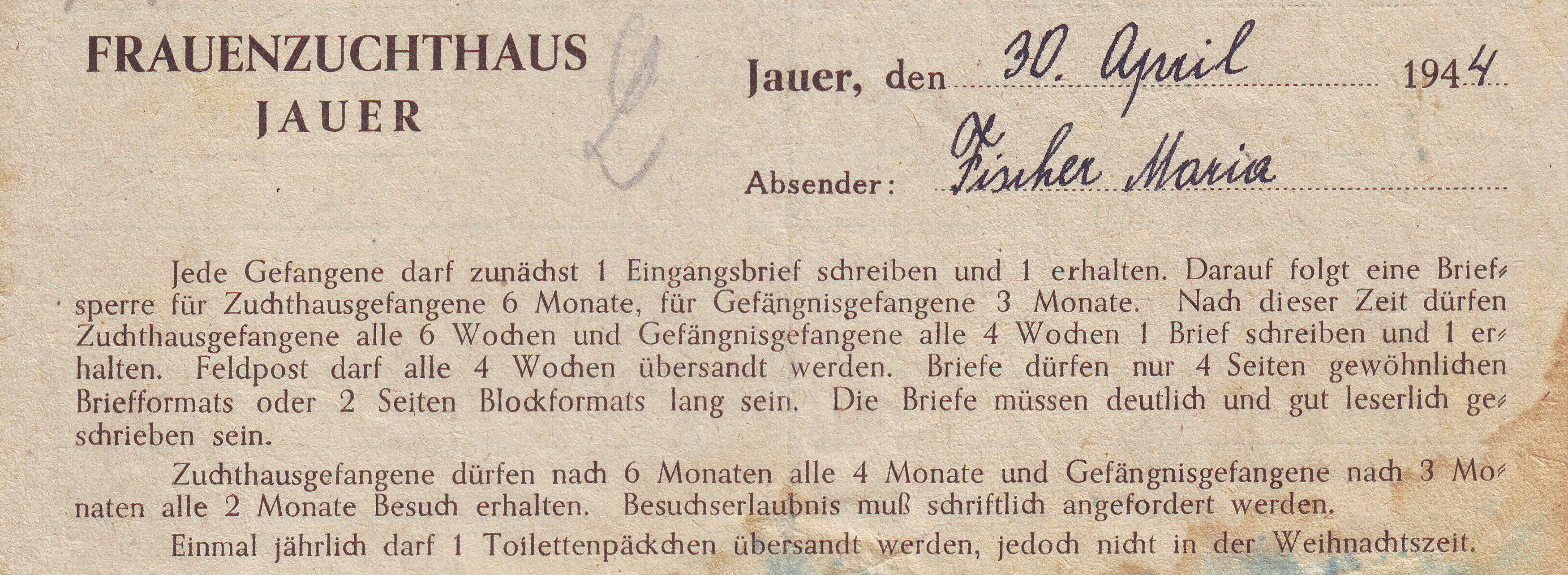
En-tête d'une lettre de Maria Fischer de la prison pour femmes de Jauer, écrite sur un formulaire sur de la papeterie de la prison, 30 avril 1944
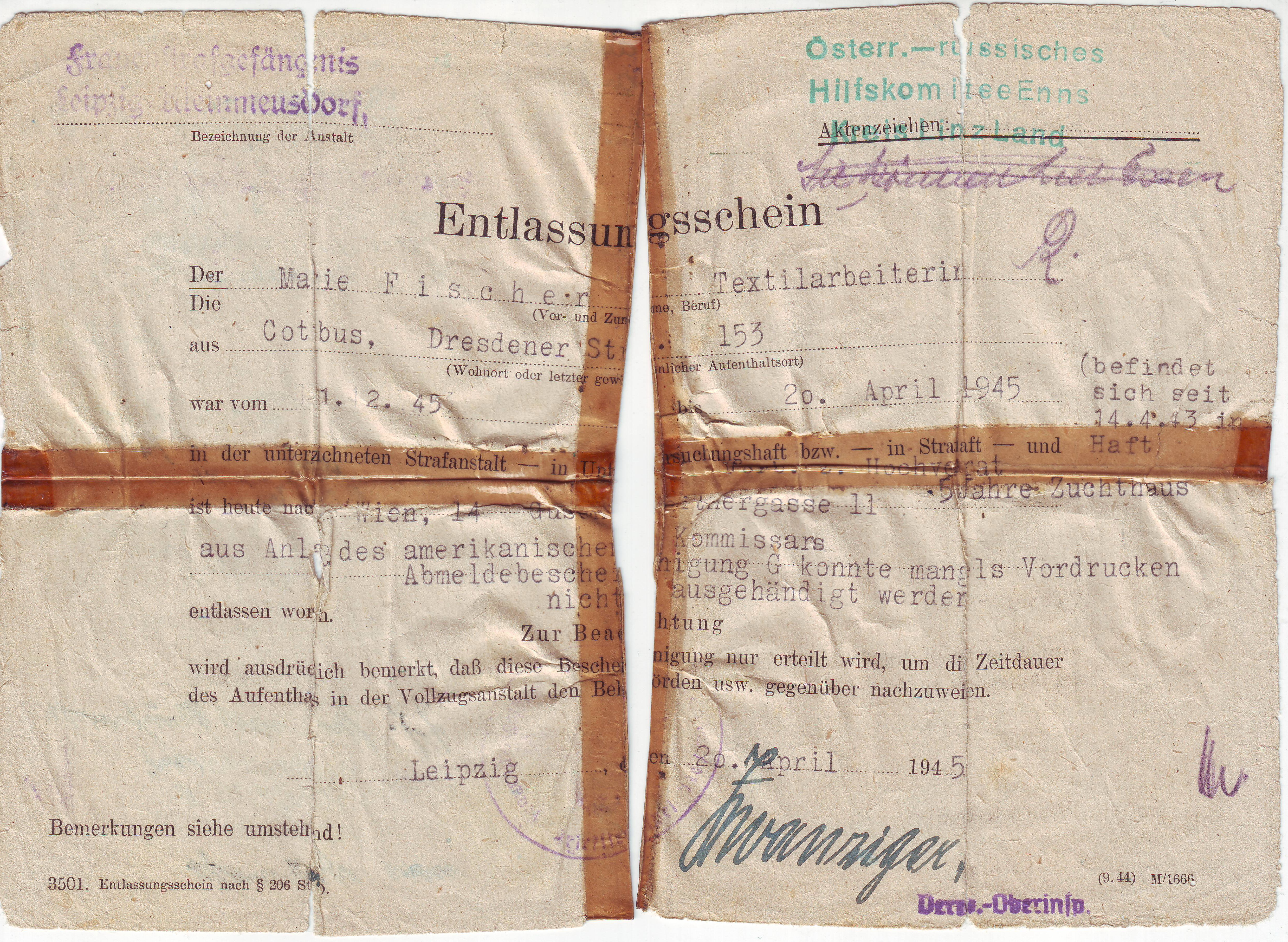
Certificat de décharge de Maria Fischer, prison pour femmes de Leipzig-Kleinmeusdorf, 20 avril 1945, recto
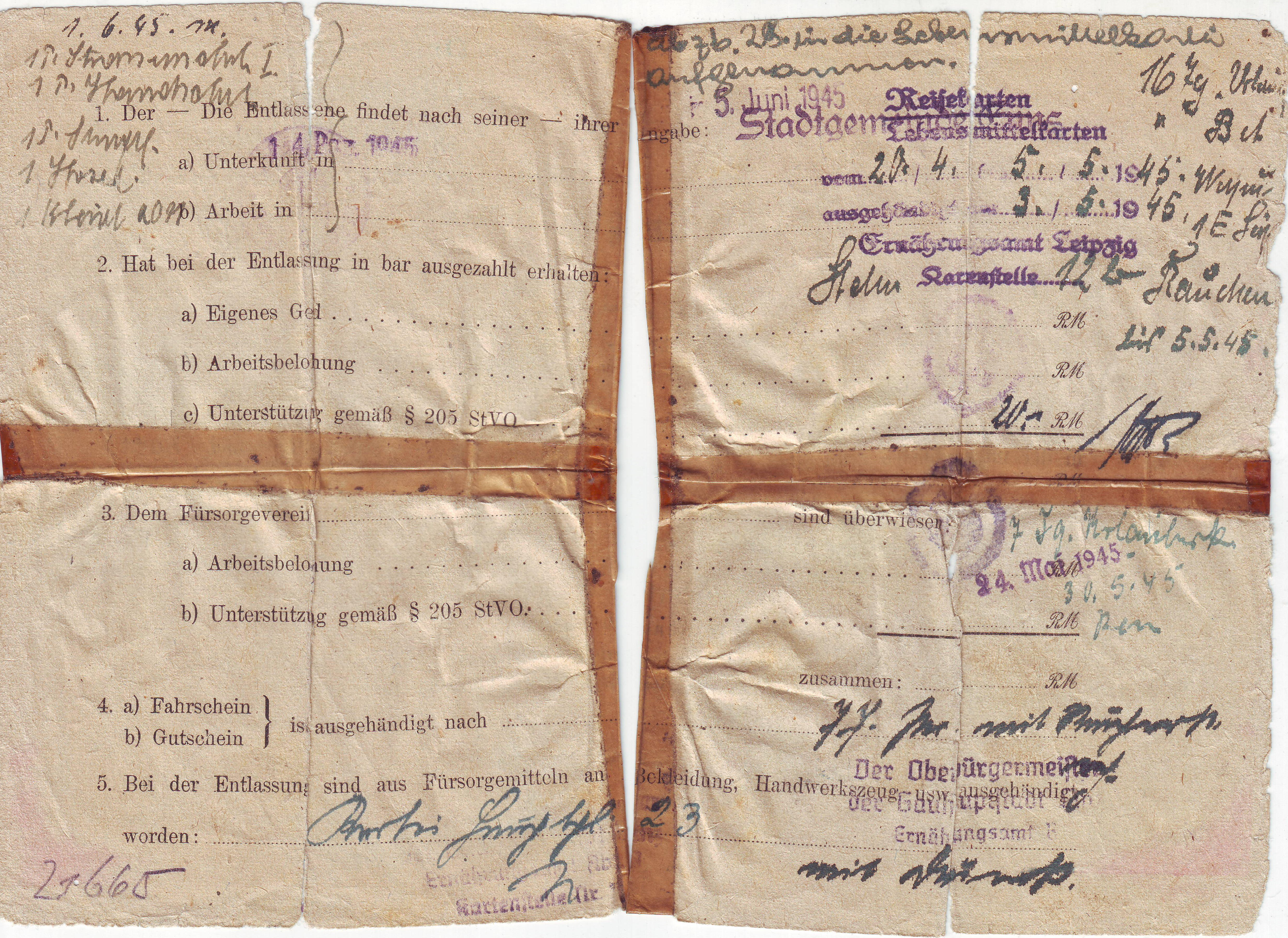
Certificat de libération de Maria Fischer, prison pour femmes de Leipzig-Kleinmeusdorf, 20 avril 1945, verso
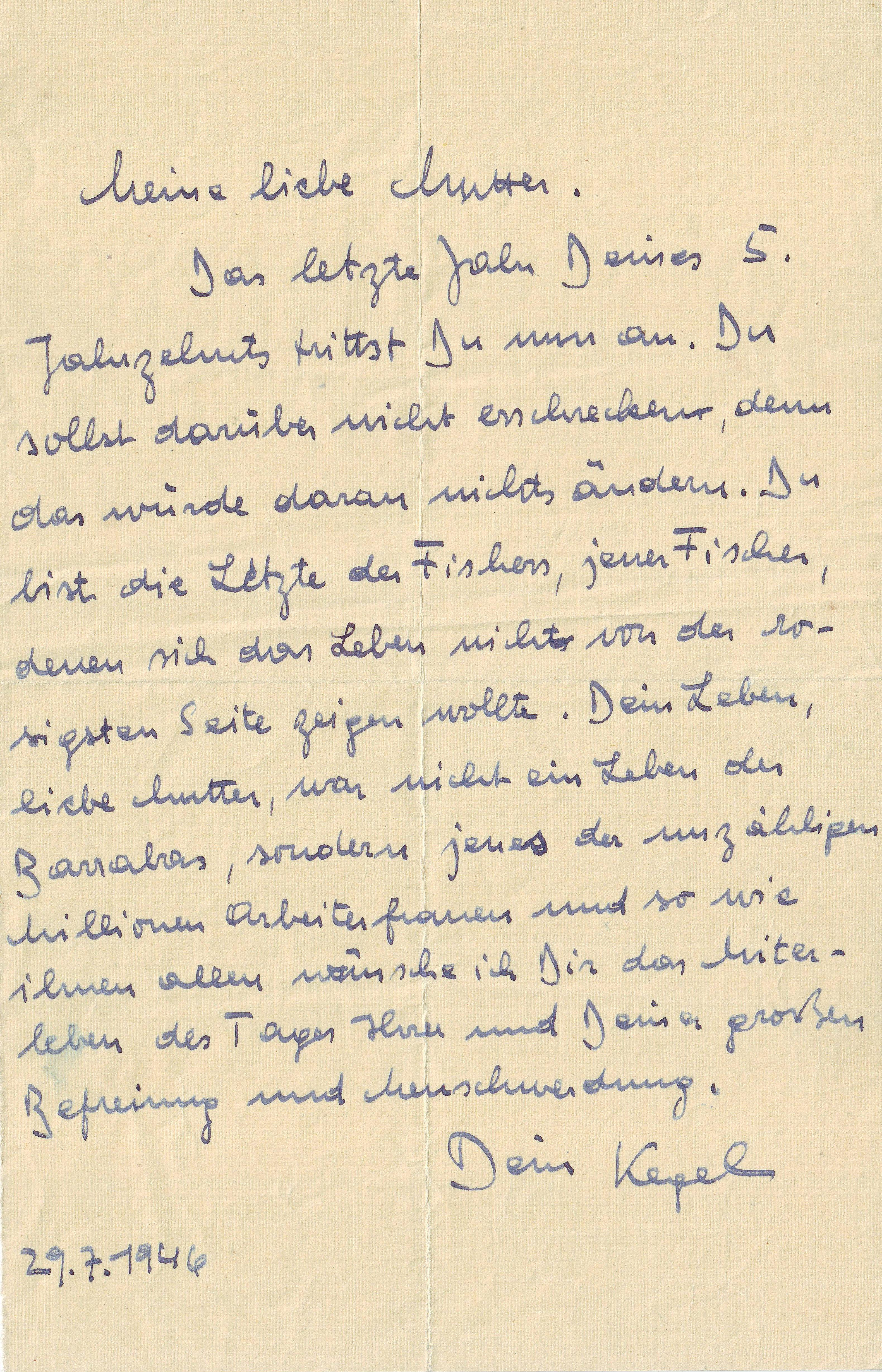
Lettre de Karl Fischer à l'occasion du 49e anniversaire de sa mère Maria, 29 juillet 1946